# Paris La Défense Arena
Paris La Défense Arena (do 12. června 2018 pod názvem U Arena) je multifunkční, primárně ragbyový stadion na západním předměstí Paříže ve městě Nanterre. V počáteční fázi plánování a realizace byla stavba prezentována jako Arena 92. Výstavba stadionu byla zahájena 2. prosince 2013. Původní termín otevření v roce 2014 nebyl dodržen, neboť se proti výstavbě zvedla vlna protestů. Otevření se tak posunulo na 16. října 2017. Stadion se po svém otevření stal domácím stadionem ragbyového týmu Racing 92. Od roku 2023 je také domácím stadionem týmu amerického fotbalu Paris Musketeers. Dne 2. dubna 2022 se zde konal jediný předvolební meeting Emmanuela Macrona osm dnů před prezidentskými volbami. V roce 2024 bude hostit soutěže v plavání a play-off vodního póla na Letních olympijských hrách.
Plášť arény se skládá z hliníkových a skleněných panelů. Pod těmito panely jsou umístěna barevná světla, pomocí kterých lze na plášti arény promítat barvy týmu, který zrovna hraje. Podle oficiálních zdrojů má aréna vážit cca 400 tun. Aréna je stavěná na dva režimy: v ragbyovém režimu pojme cca 32 000 diváků a v režimu koncertu 10 000–40 000 diváků. Celková rozloha arény je cca 33 000 m2. Jedná se tak o největší koncertní arénu v Evropě. Aréna je také vybavena obrazovkou o rozloze 2 000 m2.